# Martin O'Malley
Pour les articles homonymes, voir Martin O'Malley (homonymie).
Martin O'Malley, né le 18 janvier 1963 à Washington, D.C., est un homme politique américain. Membre du Parti démocrate, il est maire de Baltimore de 1999 à 2007 et gouverneur du Maryland de 2007 à 2015. Il est candidat lors des primaires présidentielles démocrates de 2016.

## Biographie

### Enfance, études et engagements
À l'âge de dix-neuf ans, le premier engagement politique de Martin O'Malley est de signer en faveur de la candidature du sénateur Gary Hart à l'élection présidentielle de 1984.
En 1983, il est volontaire sur la campagne de Gary Hart et parcourt l'Iowa en faveur de son candidat. Hart remporte la primaire démocrate de l'État et Martin O'Malley est envoyé diriger sa campagne en Pennsylvanie et en Oklahoma. Crédité à l'origine de 1 % des suffrages, Hart parvient à concurrencer Walter Mondale avant de s'incliner devant ce dernier.
En 1986, alors qu'il est encore étudiant en droit, il est chargé de diriger la campagne de Barbara Mikulski lors de sa campagne pour le Sénat.
En 1988, O'Malley sort diplômé de l'université en droit de Baltimore et s'inscrit au barreau. Il est accusé lors de sa campagne électorale en 2006 d'avoir menti au concours d'entrée du barreau en cachant son arrestation pour conduite en état d'ivresse en 1987. Il refuse en outre de publier la copie de ses réponses.

### Carrière politique

#### Un début de carrière prometteur
À la fin de l'année 1988, Martin O'Malley est recruté comme assistant du procureur général de la ville de Baltimore.
En 1990, il tente de se faire élire au Sénat du Maryland mais est battu de 44 voix lors des primaires démocrates par le sénateur sortant John A. Pica Jr. En 1991, il se fait élire au conseil municipal de Baltimore.

#### Maire de Baltimore
En 1999, O'Malley est élu maire de Baltimore avec 91 % des suffrages. Il est réélu en 2004 avec 88 % des voix face au républicain Elbert (Ray) Henderson.
Il met en place un système de contrôle de la performance des agents de son administration, en particulier des services de police sur le modèle de celui de Rudy Giuliani à New York. Sous son premier mandat, il réussit à baisser la taxe foncière à son plus bas niveau en trente ans.
En 2002, Esquire célèbre Martin O'Malley comme le meilleur jeune maire du pays. En 2005, Time Magazine le cite parmi les cinq meilleurs maires de grandes villes des États-Unis.
Durant la campagne présidentielle de 2004, il est le seul maire à être l'un des intervenants officiels de la convention nationale démocrate à Boston, prononçant un discours sur la sécurité nationale.
En 2006, la ville de Baltimore est considérée comme la douzième ville la plus dangereuse des États-Unis du point de vue de la criminalité, perdant six places par rapport à l'année précédente. Le maire invoque alors la réussite de sa politique en chiffrant celle-ci par une baisse de 40 % des crimes et délits. Cependant, les chiffres fournis par la municipalité sont contestés car sous-estimés et incompatibles avec les statistiques du FBI.

#### Gouverneur du Maryland
En 2006, O'Malley s'impose lors des primaires démocrates pour être le candidat au poste de gouverneur du Maryland contre le sortant républicain Robert Ehrlich. Le 7 novembre suivant, O'Malley est élu avec 52,7 % des voix contre 46,2 % à son adversaire. Il entre en fonction le 17 janvier 2007 pour une période de quatre ans. Le 2 novembre 2010, il est réélu avec 56 % des voix, de nouveau face à Ehrlich, pour un deuxième mandat de gouverneur.
En 2012, il soutient le projet de loi ouvrant le mariage aux couples de même sexe qui est adopté par l'Assemblée générale du Maryland, puis approuvé par référendum.
Opposant à la peine de mort, il signe le 2 mai 2013 la loi abolissant la peine capitale, faisant du Maryland le 18e État des États-Unis à la supprimer.

#### Candidat aux primaires démocrates de 2016

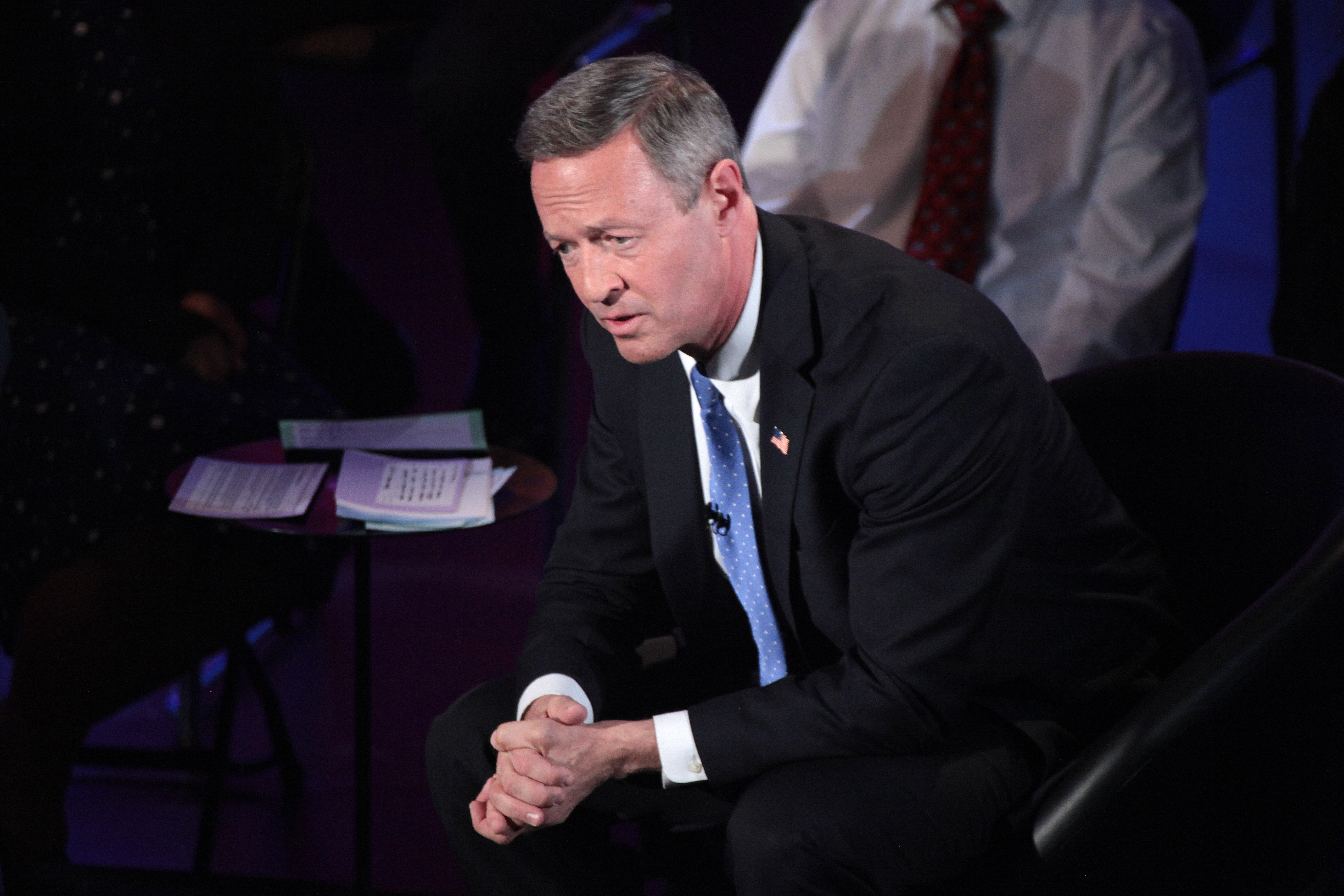
Martin O'Malley en campagne dans l'Iowa en janvier 2016.

En août 2013, Martin O'Malley évoque publiquement se préparer à une candidature aux primaires démocrates en vue de l'élection présidentielle de 2016. Le 30 mai 2015, il officialise sa candidature dans une vidéo, rejoignant une course déjà dominée par Hillary Clinton et Bernie Sanders. Il quitte la primaire le 1er février 2016, après le caucus de l'Iowa, où il a obtenu le dernier score. En juin, après qu'Hillary Clinton ait remporté suffisamment de délégués pour remporter l'investiture démocrate, il annonce son ralliement à sa candidature.

#### L'après 2016
Après la victoire de Donald Trump en 2016, il exprime la possibilité de se présenter à nouveau à l'élection présidentielle lors de la prochaine échéance, en 2020,,. Cependant, il annonce en janvier 2019 qu'il ne sera finalement pas candidat et il apporte son soutien à Beto O'Rourke.
En juillet 2023, le président Joe Biden nomme Martin O'Malley commissaire de l'Administration de la sécurité sociale. Le 18 décembre suivant, il est confirmé à ce poste par un vote du Sénat en obtenant 50 voix contre 11 et prend ses fonctions deux jours plus tard.
Après les élections de 2024, il quitte ses fonctions dans l'adminisration Biden pour lancer sa candidature pour remplacer Jaime Harrison comme président du comité national démocrate. Il termine troisième de l'élection du 1er février 2025 remportée par Ken Martin.

### Vie privée
Martin O'Malley est marié depuis 1990 à Catherine Curran, fille de J. Joseph Curran, Jr., procureur général du Maryland de 1987 à 2007 ; le couple a quatre enfants. Catherine est juge à Baltimore de 2001 à 2006.
Martin O'Malley est de religion catholique.